# Episinus zurlus
Episinus zurlus är en spindelart som beskrevs av Claude Lévi 1964. Episinus zurlus ingår i släktet Episinus och familjen klotspindlar.
Artens utbredningsområde är Venezuela. Inga underarter finns listade i Catalogue of Life.